# Octave Simon
Pour les articles homonymes, voir Simon et Badois (homonymie).
Octave Simon (1914-1944) est un agent secret français du Special Operations Executive, actif pendant la Seconde Guerre mondiale.

## Éléments biographiques
Octave Simon naît le 10 avril 1914 à Lyon 2e. Il est sculpteur.

Dès 1940, il s'engage dans des actions de résistance. Le 26 octobre 1940, il épouse Michelle Douard (mariage religieux en l’église Saint-Pierre-de-Chaillot).

En 1942, il travaille un peu avec Philippe de Vomécourt et J.M. Aron « Joseph ». Après l'arrestation de Vomécourt, il entre en contact avec Francis Suttill « Prosper », chef du réseau Prosper-PHYSICIAN, qui lui demande d'organiser quelque chose dans la Sarthe, où il a beaucoup d'amis et où il y a d'intéressantes possibilités de caches d'armes. Octave Simon monte ainsi SATIRIST, un sous-réseau du réseau Prosper-PHYSICIAN, et il assure la distribution d'une part importante des armes livrées à Francis Suttill.
Mi-1943, au moment de l'effondrement du réseau Prosper-PHYSICIAN, il échappe plusieurs fois à la Gestapo et réussit à attraper l'Hudson dans la nuit du 19 au 20 août 1943 pour aller en Angleterre,. Il y suit l'entraînement spécial en vue d’une nouvelle mission en France.
Mission
Définition de la mission : redéployer et diriger le réseau SATIRIST dans la région de Beauvais.
Le 7 mars 1944, il est parachuté en France avec son opérateur radio, Marcel Defence, « Dédé ». Mais leur réception dépend du faux réseau BUTLER opéré par les Allemands, le vrai réseau BUTLER ayant été démantelé six mois auparavant . Ils sont arrêtés à l'atterrissage.
Le 13 mai 1944, il est déporté en Allemagne.
Le 1er août 1944, il meurt à Gross-Rosen par suite des mauvais traitements subis en captivité. Il a 30 ans.

## Reconnaissance

### Distinctions
- Royaume-Uni : Military Cross,
- France : Croix de guerre 1939-1945 avec palme, chevalier de la Légion d'honneur, Médaille de la Résistance

### Monuments
- En tant que l'un des 104 agents du SOE section F morts pour la France, Octave Simon est honoré au mémorial de Valençay (Indre).
- Brookwood Memorial, Surrey, panneau 22, colonne 1.

## Identités
- État civil : Octave Anne Guillaume (ou Gustave Marie ?) Simon
- Comme agent du SOE :
  - Nom de guerre (field name) : « Badois »
  - Nom de code opérationnel : SATIRIST (en français SATIRISTE)

Parcours militaire : SOE, section F, General List ; grade : lieutenant ; matricule : 306642.

## Famille
- Ses parents : Édouard Simon ; et Anne Henriette Marie, née Fichet
- Sa sœur : Mme Panouillot de Vesly.
- Sa femme : Michelle Suzanne Marie Louise Charlotte, née Douard de Fleurance le 7 octobre 1915 à Mayenne (commune)
- Sa fille : Ghislaine, née le 13 avril 1942 à Paris